# Pteromalus latreillei
Pteromalus latreillei är en stekelart som beskrevs av Julius Theodor Christian Ratzeburg 1848. Pteromalus latreillei ingår i släktet Pteromalus och familjen puppglanssteklar. Inga underarter finns listade i Catalogue of Life.